# Посёлок совхоза «Архангельский»
Посёлок совхоза «Архангельский» (также Совхоз Архангельский) — посёлок сельского типа в Наро-Фоминском районе Московской области, входит в состав сельского поселения Волчёнковское. Население — 1210 чел. (2010), в посёлке числятся 6 улиц, переулок и 6 садоводческих товариществ. До 2006 года посёлок был центром Назарьевского сельского округа.

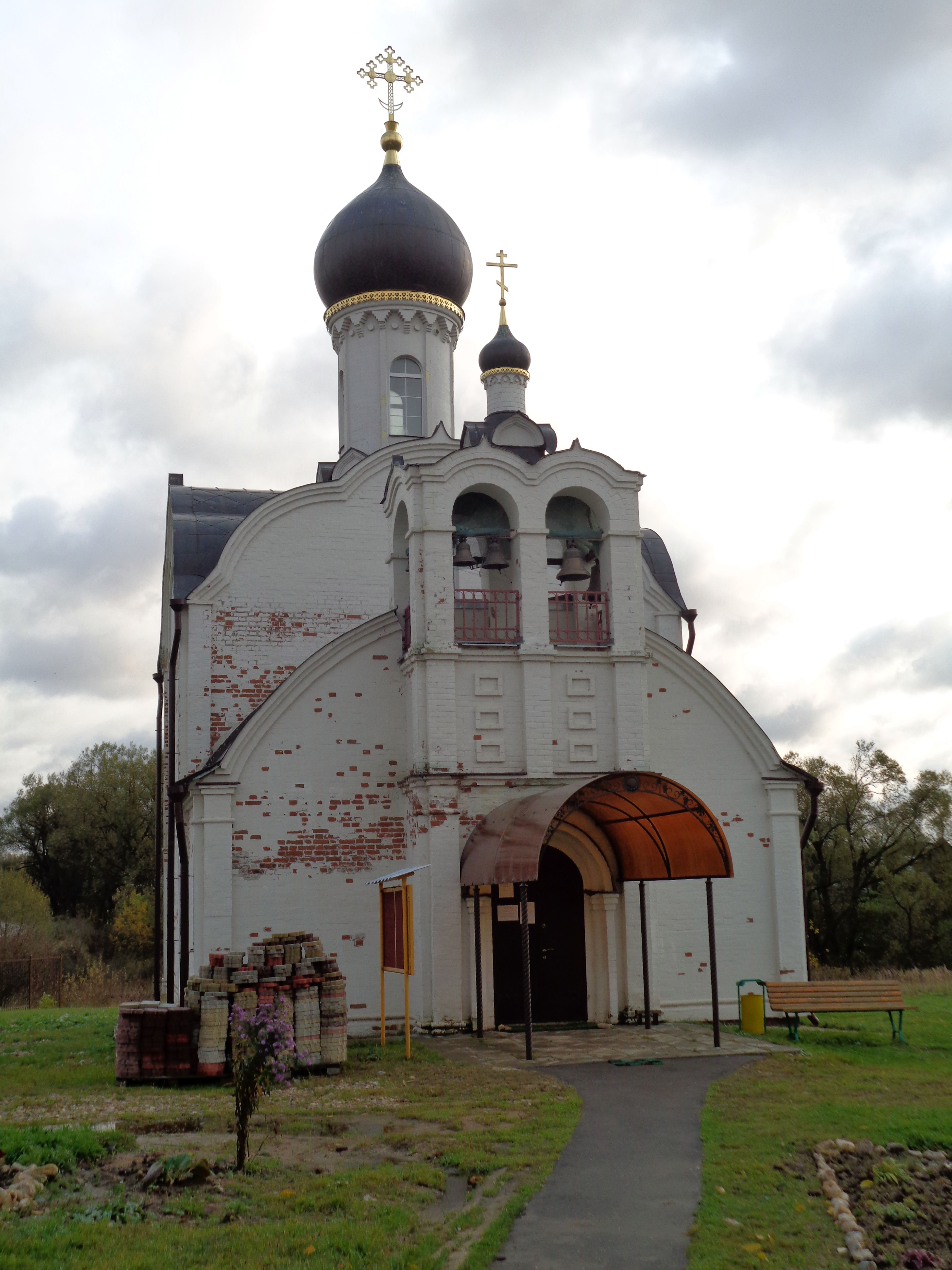
Михайловская церковь

Посёлок расположен в юго-западной части района, на реке Ильятенке (приток Исьмы), у впадения левого притока Березовки, примерно в 12 км к востоку от города Верея, высота центра над уровнем моря 185 м. Ближайшие населённые пункты примерно в 1 километре — Назарьево на север, Смолино на восток и Чеблоково на юго-восток.

## Население
| 2002 | 2006  | 2010  |
| ---- | ----- | ----- |
| 1174 | ↗1198 | ↗1210 |